# Le Gorille (chanson)
Ne doit pas être confondu avec Gare au gorille.
Pour les articles homonymes, voir Gorille (homonymie).
Pistes de La Mauvaise Réputation
Le Fossoyeur Corne d'Auroch
Le Gorille est une chanson de Georges Brassens (qu'il intitule Gorille vendetta dans un premier temps), incluse dans l'album La Mauvaise Réputation paru en 1952.  La musique a été composée par Georges Brassens, mais est créditée Eugène Metehen,. Elle paraît en single 78 tours la même année,,, avant d'être republiée quatre ans plus tard en 45 tours. Elle a longtemps été interdite de diffusion sur les radios françaises.

## Résumé des paroles
Un groupe de femmes lorgnent d'un œil concupiscent l'anatomie d'un vigoureux gorille enfermé dans une cage. Tout à coup, la porte probablement mal fermée de la cage s'ouvre et l'animal s'échappe. Toutes les femmes s'enfuient, sauf une vieille dame (une « centenaire ») et un magistrat (« un jeune juge en bois brut »). L'auteur interroge alors ses auditeurs :
Supposez que l’un de vous puisse être,

Comme le singe, obligé de

Violer un juge ou une ancêtre,

Lequel choisirait-il des deux ?
La décision du gorille est sans appel : il choisit le juge, l'emmène dans un maquis et lui fait subir les pires outrages.

## Thème de l'opposition à la peine de mort
La chanson critique la peine de mort, à l'instar de la triste aventure subie par le juge :
Car le juge, au moment suprême,

Criait : « Maman ! », pleurait beaucoup,

Comme l’homme auquel, le jour même,

Il avait fait trancher le cou.
Interrogé sur ce point, Brassens déclara : « Là, j’ai voulu raconter une histoire pour m’amuser. Mais à la fin de cette histoire un peu burlesque une sorte de morale est venue. En prime, je n’y avais pas pensé ».

## Diffusion sur les ondes
La chanson fut interdite sur les radios françaises et sur Radio Luxembourg. Il faudra attendre la création de la station Europe 1, en 1955, pour qu'elle soit diffusée sur les ondes.
Par ailleurs, Brassens s'est censuré en élaguant sa dernière strophe :
Nous terminerons cette histoire

Par un conseil aux chats-fourrés

Redoutant l’attaque notoire

Qu’un d’eux subit dans des fourrés :

Quand un singe fauteur d'opprob’e

Hante les rues de leur quartier

Ils n’ont qu’à retirer leur robe

Ou mieux à changer de métier.

## Reprises et adaptations

### Reprises
En 2007, Francis Cabrel reprend la chanson dans son album L’essentiel 1977-2007
En 1996, Renaud reprend la chanson dans son album Renaud chante Brassens.
Maxime Le Forestier a fréquemment repris le titre dans plusieurs albums en hommage à Georges Brassens : Le Cahier (40 chansons de Brassens en public), Le Cahier (84 chansons de Brassens en public), Le Cahier récré (17 chansons de Brassens à l'usage des garnements), Le Forestier Chante Brassens : 1er cahier et Le Forestier chante Brassens (intégrale).
Quelques compilations reprennent Le Gorille, comme Chantons Brassens ou Ils chantent Brassens.
En 2006, JoeyStarr revisite Le Gorille pour écrire Gare au Jaguarr, en empruntant quelques vers à Brassens et en remplaçant la vieille dame par une hôtesse de l'air. Le 6 novembre 2006, l'album est retiré du commerce : le chanteur de rap n'aurait pas eu l'autorisation d'emprunter des paroles ou de s'inspirer de la chanson de Brassens ; par ailleurs, ses démêlés avec une hôtesse de l'air avaient défrayé la chronique et leur évocation pourrait aussi avoir causé ce retrait. L'album Gare au Jaguarr ressort dans le commerce en conservant son titre, mais sans la chanson incriminée.

### Adaptations
Le Gorille a été plusieurs fois interprété en langue étrangère ; parmi les adaptations les plus notables, il y a :
- Il gorilla, de Fabrizio De André (album de 1968 : Volume III) ;
- הגורילה (Ha-Gorlila), de Yossi Banai (1968)
- Brother Gorilla, de Jake Thackray (album de 1972 : Bantam Cock) ;
- Vorsicht Gorilla, de Franz Josef Degenhardt (albums de 1986 — Junge Paare auf Bänken — et de 1999 — Vorsicht Gorilla —) ; ce texte allemand, profondément remanié, critique les missiles Pershing II installés à Heilbronn, dont la présence ne fut rendue publique qu'après la mort accidentelle de trois soldats, en janvier 1985, durant une opération de maintenance[12].
- Macahu (en français : Conte), de Oulahlou (album de 2005 : Azul al Paris) ; dans ce texte le gorille est remplacé par un âne, la vieille dame par une jeune fille et le juge par un gendarme. C'est une critique vis-à-vis du rôle qu'a joué la gendarmerie algérienne lors du Printemps noir en Kabylie.

## Dans la culture
Sauf indication contraire, les informations mentionnées dans cette section peuvent être confirmées par le générique de fin de l'œuvre audiovisuelle présentée ici, ainsi que par la base de données cinématographiques IMDb,  présente dans la section « Liens externes ».
- 1968 : La Grande Lessive (!) - interprétée partiellement par l'inspecteur Barbic à plusieurs reprises
- 2009 : Sœur Sourire - musique additionnelle